# Dicranomyia dilanio
Dicranomyia dilanio är en tvåvingeart som först beskrevs av Alexander 1958.  Dicranomyia dilanio ingår i släktet Dicranomyia och familjen småharkrankar.
Artens utbredningsområde är Madagaskar. Inga underarter finns listade i Catalogue of Life.